# Elhuyar Hiztegia

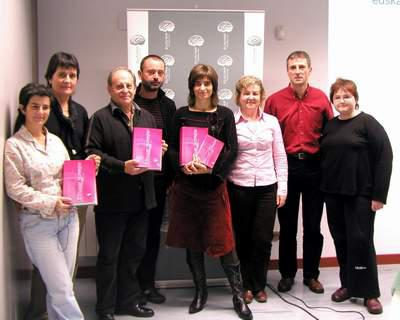
Présentation de la 4e édition du Dictionnaire Elhuyar (2013).

Elhuyar Hiztegia (le Dictionnaire Elhuyar, 1996) est un dictionnaire bilingue basque-espagnol.
La première édition date de 1996 et la troisième de 2006. La 4e édition, publiée en 2013, a été mise à jour, puis complétée avec des modifications apportées par l'académie de la langue basque ou Euskaltzaindia au Hiztegi batua (Dictionnaire en basque unifié),.
Il y avait un total de 91 000 entrées, 23 000 sous-entrées et 153 000 définitions. Les exemples étaient au nombre de 100 000. Il combinait aussi un lexique commun et technique, des expressions et des structures grammaticales, et de l'onomastique (les noms de personnes, de lieux ou d'institutions).
Il existe également des versions pour appareils électroniques (Android et Kindle).

## Groupe de travail
Les administrateurs sont Miren Azkarate, Xabier Kintana et Xabier Mendiguren Bereziartu ; Antton Gurrutxaga et Elixabete Etxeberria sont les directeurs techniques ; et les membres de l'équipe sont Nerea Arteta, Klara Zeberio, Elixabete Etxeberria, Antton Gurrutxaga, Alfontso Mugika, Ainara Ondarra et Sahats Ugartetxea.

## Versions courtes
Ils ont également créé des versions plus courtes de dictionnaires :
- Elhuyar Hiztegi Txikia (Petit dictionnaire Elhuyar), Elhuyar, 2013, 42 000 entrées[3].
- Elhuyar Oinarrizko Hiztegia (Dictionnaire de base Elhuyar), Elhuyar, 2013, 36 700 entrées.
- Eskola Hiztegia (Dictionnaire scolaire), Elhuyar, 2008, 28 100 entrées.

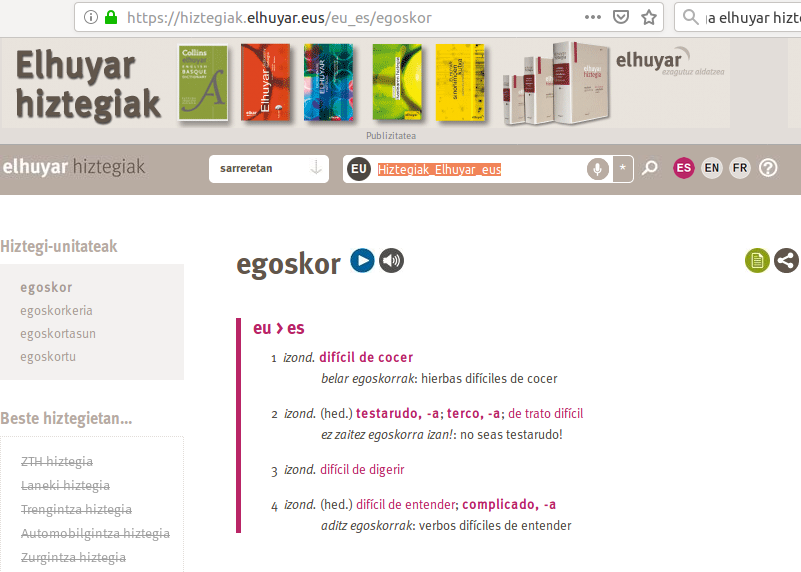
Site de consultation du dictionnaire Elhuyar

## Internet
Le site du dictionnaire Elhuyar (hiztegiak.elhuyar.org) permet de consulter le dictionnaire sur Internet.
Maintenant, la recherche peut être faite avec un contenu lexicographique (par exemple dans des traductions), ou même selon des exemples. Cela aide en particulier l'utilisateur avancé.
La consultation gratuite d'un dictionnaire sur Internet est devenue monnaie courante. En 2012 même, par exemple, avant les derniers changements majeurs, le site avait reçu plus de vingt millions de requêtes dans les différents dictionnaires.

## Prix et reconnaissances
- 2013 : Le site Elhuyar Hiztegiak a reçu le prix diariovasco.com. Le journal El Diario Vasco a décerné six prix a la Fondation Elhuyar dans la catégorie "Meilleur site Web qui permet d'apprendre le basque".